# Mel Croucher
Mel Croucher (1948) è un imprenditore, giornalista e compositore britannico noto per il suo contributo nel mondo dei videogiochi, tanto da essere celebrato come «il padre dell'industria videoludica britannica» e «un pioniere della programmazione affettiva».
Dopo un passato da architetto, spostò il suo campo d'interesse nei computer e nel 1977 fondò una delle prime aziende di sviluppo di videogiochi della storia, Automata UK, inizialmente solo come estensione del suo business nella scrittura di guide turistiche, ma che è riconosciuta come "la prima game company del Regno Unito". Le sue prime trasmissioni di software per giochi per computer furono effettuate tramite radio AM e FM. Dopo l'uscita del Sinclair ZX81, la sua azienda pubblicò numerosi videogiochi per la piattaforma, inclusi i tre vincitori della Computer Trade Association: Pimania (1982), Groucho (1983, a.k.a. My Name Is Uncle Groucho, You Win A Fat Cigar), e il rivoluzionario titolo "multi-media" Deus Ex Machina (1984).

## Videogiochi
- The Pathfinder Quests (1977-1980)
- Whitbread Quiz Time and the Computer Treasure Hunt (1979)
- The Adventures of Willi Nilli (1981)
- The Portsmouth Tapes (1981)
- In the Best Possible Taste (1981)
- Can of Worms (1981)
- Love and Death (1982)
- The Bible (1982)
- Pimania (1982)
- Dragon Doodles & Demos (1983)
- Spectrum Spectacular (1983)
- Bunny/ETA (1983)
- Yakzee (1983)
- My Name Is Uncle Groucho, You Win A Fat Cigar (1983)
- Pi-Eyed (1984)
- Olympimania (1984)
- Deus Ex Machina (1984)
- iD (1986)
- Castle Master (1990), testo del poema introduttivo e degli indizi
- Deus Ex Machina 2 (2015)
- Deus Ex Machina 30th Anniversary Collector's Edition (2015)
- Eggbird (2015)

## Opere
- Namesakes, con Jon Pertwee, Sphere Books
- Easy AMOS, Europress
- AMOS Professional, Europress
- Email Direct Marketing, Institute of Practitioners in Advertising
- European Computer Trade Yearbook (come editor)
- SAM Coupé User Guide, Miles Gordon Technology
- Devil's Acre, Acorn Books[7]
- Deus Ex Machina - The Best Game You Never Played In Your Life, (2014) Acorn Books,[8] ISBN 1783336935
- Great Moments In Computing (2017), Acorn Books, ISBN 9781785387579
- Last Orders: What You're Worth and Who Benefits When You Die (2017), AG Books, ISBN 1785386417
- Pibolar Disorder (2018), Acorn Books, ISBN 9781785388330
- Short Pants (2018), Acorn Books, ISBN 9781785388309